# Юдита (поема)
Юдита (давн-англ. Judith) — англосаксонська поема на вессекському діалекті давньоанглійської мови. Імовірно створена в середині X століття.
Збереглося близько 350 рядків поеми (останні три пісні, позначені X, XI, XII) в рукописі Cotton Vitellius A. xv (входила в колекцію Роберта Коттона, зараз в Британському музеї) відразу після «Беовульфа». Зараз питання про те, наскільки великим є втрачений фрагмент, є дискусійним: за однією з версій, збереглася значна частина поеми, а цифри X, XI, XII позначають не номери глав.
Поема переказує сюжет старозавітної второканонічної книги Юдити: мешканка юдейського міста Ветілуй Юдита вбиває ассирійського воєначальника Олоферна, щоб врятувати обложене ассирійцями місто. Уціліла частина поеми оповідає про бенкет в таборі ассирійців, саме вбивство, повернення Юдити до Ветілую і переможну атаку його жителів.
Опис біблійних подій в поемі помітно відрізняється як від Вульгати, так і від перекладу відповідної книги Вульгати Ельфріка Граматика, змінюється і характер головної героїні. «Тут на відміну від доброчесної та скромної вдови, про яку писав Елфрік, Юдита — енергійна і відважна войовниця, яка перемагає зло завдяки мудрості та вірі. Своєю поведінкою вона набагато більше нагадує чоловічих персонажів епосу, ніж благочестиву юдейку і лагідних дів‑мучениць англосаксонської агіографії».
На думку дослідників (зокрема, Tracey-Anne Cooper), метою поеми було надихнути англосаксів дати військову відсіч вікінгам.